# 交响乐团 (应用程序)
交响乐团（The Orchestra），是一个iPad应用軟件，由Touchpress与音乐销售集团（Music Sales Group）以及指挥家埃萨-佩卡·萨洛宁和爱乐管弦乐团合作发行。该应用呈现的八部作品代表三个世纪交响音乐的的精华。它允许多个视频和音频轨道的实时选择，以及自动同步乐谱，并逐音符视觉化正被演奏的每段音乐。其成果是创造出探索音乐以及乐队每个乐器的身临其境的环境。该应用程序被评为App Store编辑之选，评论家称赞其深度与设计。最近被列入苹果iPad全球宣传活动——“你的韵律”中，指挥家埃萨-佩卡·萨洛宁现身其中。

## 特色
交响乐团应用推出了许多创新功能，它们已成为Touchpress应用程序的注册商标。多摄像机视频可以让用户在不同角度和乐团的各部分之间进行切换。节拍图示（BeatMap）创新性地可视化了演出，显示了乐团不同部分在演奏时的音乐脉动。该应用还使用了不同乐器的3D旋转拍摄， Touchpress于2010年在其广受好评的应用“元素”中创先将这一技术引入iPad。

## 音乐
- 海顿：第六交响曲
- 贝多芬：第五交响曲
- 柏辽兹：梦幻交响曲
- 德彪西：牧神午后序曲
- 马勒：第六交响曲
- 斯特拉文斯基：火鸟
- 鲁托斯拉夫斯基：交响协奏曲
- 萨洛宁：小提琴协奏曲

## 接受度
交响乐团应用一经发布就收到了非常积极的评论，Shane Richmond在电讯报的一则5星级评论中描述该应用为“内容丰富，还有助睡眠”，后来继续称道，“凭借交响乐团，Touch Press制作出了可能是它的第一个不能以任何其他形式存在的应用”。Slate称交响乐团为“一个完全令人惊叹的新应用”。而卫报则描述为，“迷人的身临其境般的体验，创造出......古典音乐领域互动性的新东西”。

## 关于交响乐团(应用)的其它信息
- 开发：Touchpress
- 出版：Touchpress
- 发行时间：2012年12月6日
- 平台：iOS（iPad）